# 平沼騏一郎
平沼騏一郎（日語：平沼 騏一郎/ひらぬま きいちろう，1867年10月25日—1952年8月22日），日本已故司法官及政治家，歷任大審院檢察總長（第8任）、大審院長（第11任）、日本大學校長（第3任）、大東文化大學校長（第1任）、樞密院副議長（第11任）及議長（第17、21任）、司法大臣（第26任）、內務大臣（第62任）及內閣總理大臣（第35任）。於第二次世界大戰後被定為甲級戰犯，被判處終身監禁。

## 簡介
平沼生於津山城下南新座（現岡山縣津山市），是家中次子。父親是津山藩士平沼晉。少年時上京，入讀同鄉箕作秋坪開辦的三叉學舍。其後入讀東京帝國大學（現東京大學）法學院，並於1888年以第一名自法學博士班畢業。
畢業後主要參與司法機構工作，歷任東京控訴院部長、大審院檢察官、司法省民刑局局長等職位，至1911年位任司法次官。1912年獲升為檢察總長、1919年為臨時法制審議會副總裁。
1921年升任為大審院院長。1923年第二次山本內閣中任司法大臣，翌年當選貴族院議員，並擔任樞密顧問一職。其後主持鼓吹復古日本主義的國本社。同時亦曾任樞密院副院長及院長一職。
1939年任內閣總理大臣，基本沿用上任近衛內閣的成員（甚至近衛也以國務大臣的身分參與）。同年8月德國與蘇聯簽署互不侵犯條約影響，德國不再反共。採取強烈反共親德立場的平沼無法自圓其說，大嘆“歐洲複雜怪奇”。同期，日军在诺门罕战役中败于苏联。平沼率領內閣總辭。
第二次世界大戰後被盟軍指定為甲級戰犯而被捕，在遠東國際軍事審判中被判終身監禁。1952年（昭和27年）因病獲假釋，同年病逝，終年84歲。1978年10月被靖国神社合祀。

## 年表
- 1867年10月25日（慶應三年九月廿八）：出生於津山城下南新座（現岡山縣津山市），是津山藩士平沼晉的次子。
- 1888年（明治21年）
  - 7月：帝國大學法學部（現東京大學法學院）第一名畢業。
  - 12月：司法省參事官試補。
- 1890年（明治23年）
  - 8月：判事試補・芝去治安裁判所詰。
  - 10月：京橋區裁判所判事。
  - 12月：東京地方裁判所判事。
- 1892年（明治25年）11月：千葉地裁部長。
- 1893年（明治26年）12月：横濱地裁部長。
- 1895年（明治28年）9月：東京控訴院判事。
- 1898年（明治31年）7月：東京控訴院部長。
- 1899年（明治32年）4月：東京控訴院檢事。
- 1903年（明治36年）10月：司法省參事官兼檢事。
- 1905年（明治38年）11月：大審院検事。
- 1906年（明治39年）1月：司法省民刑局長兼檢事。
- 1909年（明治42年）7月：大審院檢事局次席檢事兼民刑局長。
- 1911年（明治44年）9月：就任第2次西園寺内閣司法次官。
- 1912年（大正元年）12月：就任檢事總長。
- 1921年（大正10年）10月：就任大審院長。
- 1922年（大正11年）3月：就任日本大學總長。
- 1923年（大正12年）9月：就任第2次山本内閣司法大臣。
- 1924年（大正13年）
  - 1月：貴族院議員。
  - 2月：樞密顧問官。
  - 創立國本社，標榜復古的日本主義。
- 1926年（大正15年）
  - 4月：就任樞密院副議長。
  - 10月：獲授男爵。
- 1936年（昭和11年）3月：就任樞密院議長。
- 1939年（昭和14年）1月：就任內閣總理大臣。
- 1945年（昭和20年）12月：被指定為A級戰犯。
- 1946年（昭和21年）4月：被補，囚於巢鴨監獄。
- 1948年（昭和23年）11月：遠東國際軍事審判中被判終身監禁。
- 1952年（昭和27年）8月22日：因病逝世。葬於岡山縣津山市安國寺及東京多磨靈園（日语：多磨霊園）。

## 榮典、授爵
- 1916年（大正5年）1月19日：勲一等瑞寶章
- 1919年（大正8年）9月29日：勲一等旭日大綬章
- 1926年（大正15年）10月28日：男爵
- 1928年（昭和3年）4月21日：勲一等旭日桐花大綬章

## 系譜
```
　　（長州藩士）
　　　　　飯田信臣……飯田包亮
　　　　　　　　　　　　┃
　　　　　　　　　　　　┣━━節子
　　　　　　　　　　　　┃　　　┃
　　　　┏平沼淑郎━━廣女　　　┃
　　　　┃　　　　　　　　　　　┃
　　　　┃　　　　　　　　　　　┃　　　┏宣子
平沼晋━┫　　　　　　　　　　　┣━━━┫
　　　　┃　　　　　　　　　　　┃　　　┗平沼赳夫
　　　　┃　　　　　　　　　　　┃　　　　　┃
　　　　┣平沼騏一郎…┏━平沼恭四郎　　　　 ┃　　　 ┏平沼慶一郎
　　　　┃　　　　　　┃　　　　　　　　　　┃　　　　┃
　　　　┗藝子　　　　┃　　　　　　　　　　┃　　　　┃
　　　　　　　　　　　┃　　　　　　　　　　┣━━━━╋廣子
　　　　　中川友次郎　┃　　　　　　　　　　┃　　　　┃
　　　　　　┣━━━━┛　　　　　　　　　　┃　　　　┃
　　　　　貞以　　　　　　　　　　　　　　　┃　　　　┗平沼正二郎
　　　　　　　　　　　　　　　　　　　　　　┃
　（將軍）　　　　　　　　　　　　　　　　　┃
　德川慶喜━━德川慶久━┳德川慶光━━━┳真佐子
　　　　　　　　　　　　┃　　　　　　　┃
　　　　　　　　　　　　┗喜久子　　　　┗徳川慶朝
　　　　　　　　　　　　　　┃
　　　　　　　　　　　　高松宮宣仁親王

```

## 爭議
平沼騏一郎在任檢察官時，一手炮製「大逆事件」處死了左派異議份子幸德秋水等人，以及後來法院判決無罪的「帝人事件」，被視為導致齋藤實內閣倒台、打擊戰前左翼運動的操盤者。
尤其帝人事件，雖然該事件的逮捕者的拘留時間長達200天。但是，只有買賣股票，被用作賄賂的1300股帝人股自事件發生前的1933年（昭和8年）6月19日以後，一直保存在富國徵兵保險公司地下大金庫內，沒有任何犯罪痕跡。
審判於1935年（昭和10年）6月22日在東京刑事地方法院開庭（審判長爲藤井五一郎），16名被告均否認罪狀。 1937年（昭和12年）被起訴的全員在一審中被判無罪。 通過公審，三土稱其爲「司法法西斯」，並嚴厲批評了檢察機關的強詞奪理的調查手法。

## 飾演平沼騏一郎之人物
- 宮城幸生『自尊——命运的瞬间』（東映、1998年〔平成10年〕）
- 伊藤幸純『太陽』（スローラーナー、2006年〔平成18年〕）

## 著書
- 『祭祀と事業』財団法人修養団、1938年（昭和13年）4月
- 『祭祀と事業衍義』興文社、1939年（昭和14年）6月　平沼騏一郎述、相良政雄著
- 『機外清話』財団法人修養団、1939年（昭和14）年7月
- 『平沼騏一郎回顧録』平沼騏一郎回顧録編纂委員会、1955年（昭和30年）8月

## 研究書籍一覽
- 藤野豊「国本社における水平運動観―平沼騏一郎,中央融和事業協会会長就任の背景」、『部落問題研究』通号84、1985年（昭和60年）8月
- 加藤陽子「昭和一四年の対米工作と平沼騏一郎」、『史学雑誌』第94編11号、1985年（昭和60年）11月
- 滝口剛「満州事変期の平沼騏一郎―枢密院を中心に―」、『阪大法学』通号151、1989年（平成元年）8月
- 滝口剛「平沼騏一郎と太平洋戦争―対外態度における2重性を中心に」、『阪大法学』通号159、1991年（平成3年）7月
- 高橋勝浩「首相平沼騏一郎と「道義外交」―防共協定強化問題と「支那事変」処理―」、『国史学』通号164、1998年（平成10年）2月
- 高橋勝浩「重臣としての平沼騏一郎―終戦と国体護持へむけて」、『軍事史学』通号142、2000年（平成12年）9月
- 鈴木望「平沼騏一郎博士と神習文庫―帝室制度審議委員会との関連に就きて―」、『東洋文化』復刊第100號（通巻第332號）、2008年（平成20年）4月

## 外部連結
- 近代日本人的肖像－平沼騏一郎 （页面存档备份，存于）（日語）
- 日本國立國會圖書館－平沼騏一郎相關文書（日語）
- 平沼騏一郎について（おかやま人物往来）（日語）
- 平沼騏一郎 内閣 第74回帝国議会（通常会）における施政方針演説 （页面存档备份，存于）（日語）
- 平沼騏一郎 内閣 第74回帝国議会（通常会）における国務大臣の演説 （页面存档备份，存于）（日語）
- 墓所（多磨靈園） （页面存档备份，存于）（日語）
- 墓所（安國寺） （页面存档备份，存于）（日語）

| 官衔                         | 官衔                                                 | 官衔                       |
| ---------------------------- | ---------------------------------------------------- | -------------------------- |
| 前任： 近衛文麿              | 日本內閣總理大臣 第35任：1939年                      | 繼任： 阿部信行            |
| 前任： 一木喜德郎 鈴木貫太郎 | 日本樞密院議長 第17任：1936年－1939年 第21任：1945年 | 繼任： 近衛文麿 鈴木貫太郎 |
| 前任： 安井英二              | 日本內務大臣 第62任：1940年－1941年                  | 繼任： 田邊治通            |
| 前任： 倉富勇三郎            | 日本樞密院副議長 第11任：1926年－1936年              | 繼任： 荒井賢太郎          |
| 前任： 田健治郎              | 日本司法大臣 第27任：1923年－1924年                  | 繼任： 鈴木喜三郎          |
| 前任： 松室致                | 日本司法大臣 第8任：1912年－1921年                   | 繼任： 鈴木喜三郎          |
| 司法职务                     |                                                      |                            |
| 前任： 富谷鉎太郎            | 大審院長 第11任：1921年－1923年                      | 繼任： 橫田秀雄            |
| 學術機關職務                 |                                                      |                            |
| 前任： 松岡康毅              | 日本大學校長 第2任：1923年－1933年                   | 繼任： 山岡萬之助          |
| 其他職務                     |                                                      |                            |
| 前任： 秋月左都夫            | 無窮會會長 第2任：1924年－1945年                     | 繼任： 清水澄（代表理事）  |
| 前任： 大隈重信              | 東洋文化學會會長 第2任：1922年－1943年               | 繼任： 加入無窮會          |
| 前任： 田尻稻次郎            | 修養團團長 第2任：1924年－1936年                     | 繼任： 二木謙三            |